# Tadeusz Friedrich
Tadeusz Friedrich (Nowy Sącz, 7 de julio de 1903-Cracovia, 10 de octubre de 1976) fue un deportista polaco que compitió en esgrima, especialista en la modalidad de sable.
Participó en dos Juegos Olímpicos de Verano en los años 1928 y 1932, obteniendo dos medallas, bronce en Ámsterdam 1928 y bronce en Los Ángeles 1932.  Ganó dos medallas de bronce en el Campeonato Mundial de Esgrima en los años 1930 y 1934.

## Palmarés internacional
| Juegos Olímpicos   | Juegos Olímpicos             | Juegos Olímpicos  | Juegos Olímpicos  |
| Año                | Lugar                        | Medalla           | Prueba            |
| ------------------ | ---------------------------- | ----------------- | ----------------- |
| 1928               | Ámsterdam (Países Bajos)     | Medalla de bronce | Sable por equipos |
| 1932               | Los Ángeles (Estados Unidos) | Medalla de bronce | Sable por equipos |
| Campeonato Mundial |                              |                   |                   |
| Año                | Lugar                        | Medalla           | Prueba            |
| 1930               | Lieja (Bélgica)              | Medalla de bronce | Sable por equipos |
| 1934               | Varsovia (Polonia)           | Medalla de bronce | Sable por equipos |